# Annectocyma indistincta
Annectocyma indistincta är en mossdjursart som först beskrevs av Ferdinand Canu och Ray Smith Bassler 1929.  Annectocyma indistincta ingår i släktet Annectocyma och familjen Annectocymidae. Inga underarter finns listade i Catalogue of Life.